# فراورده‌های فرعی گوشت

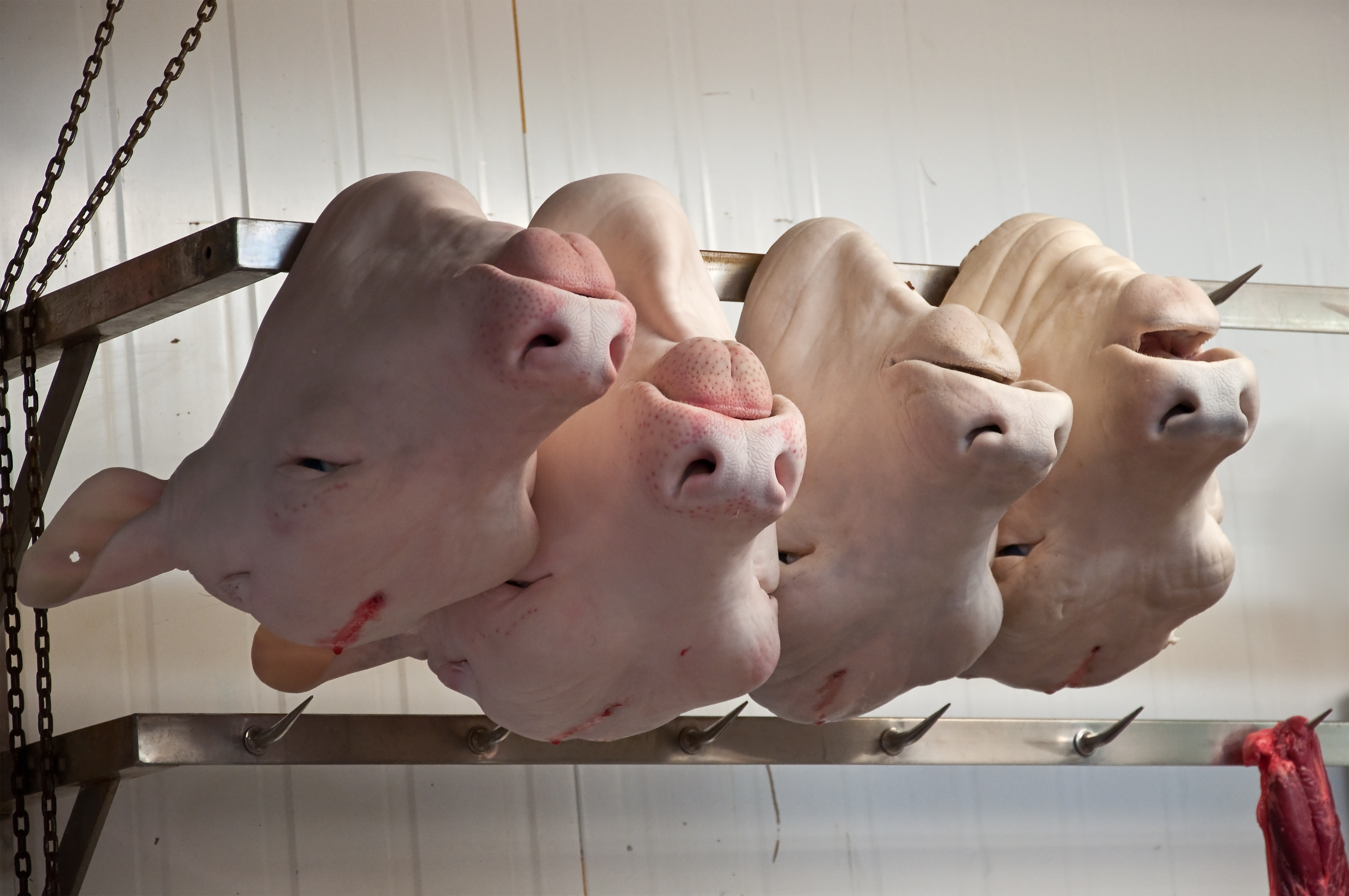
سر گاو برای فروش

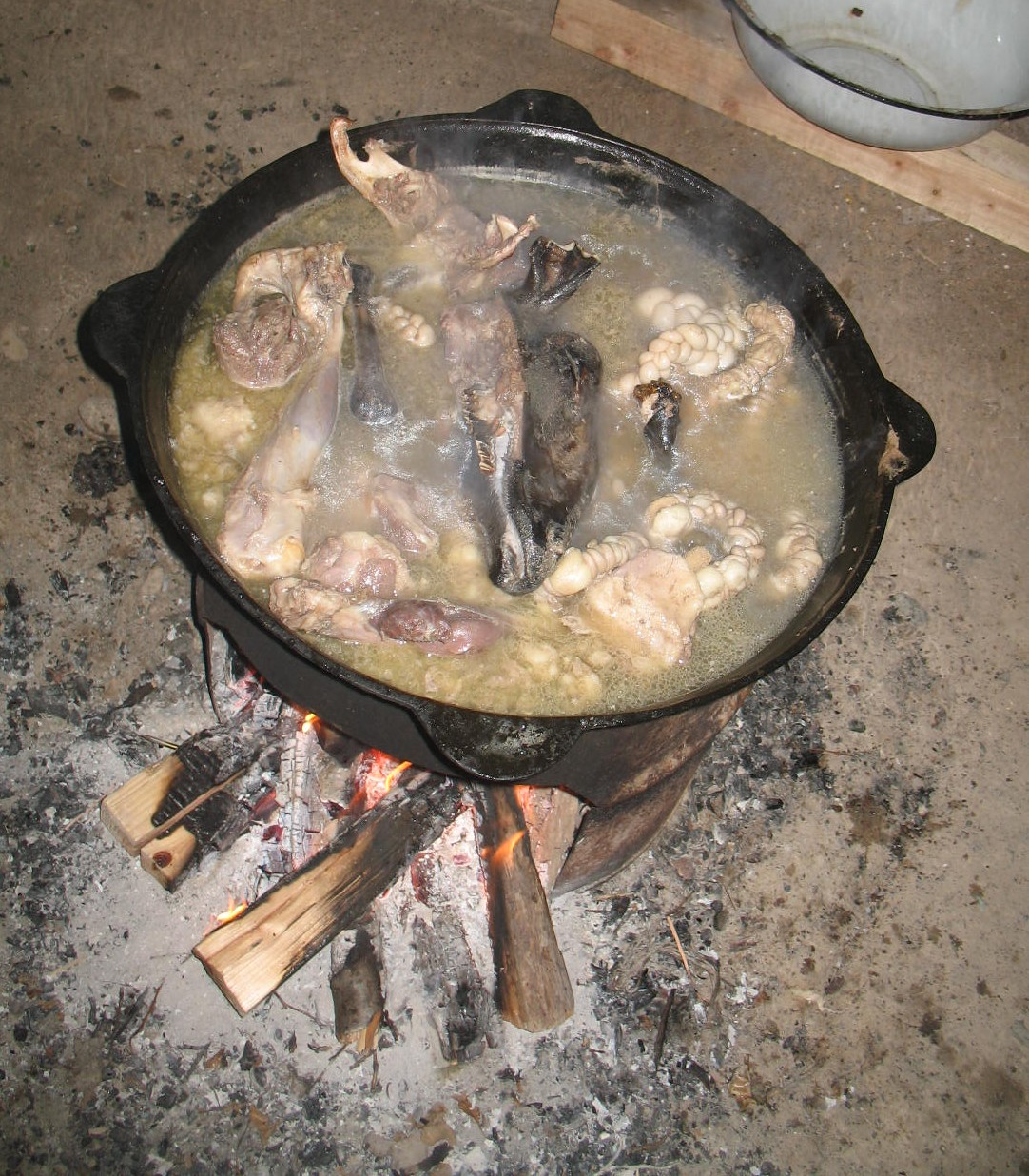
کله پاچه

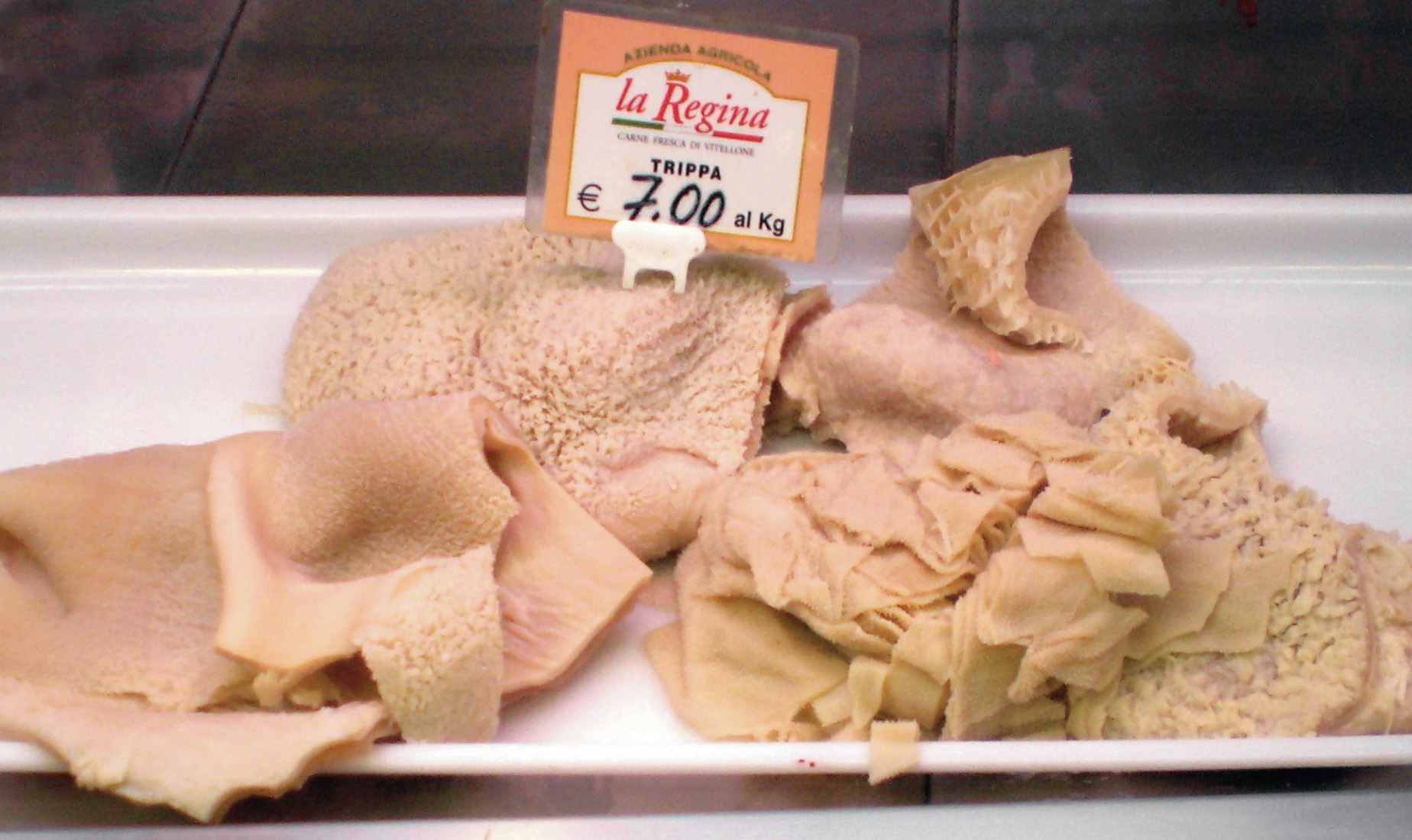
سیرابی در یک بازار ایتالیایی

فراورده‌های فرعی گوشت یا احشا به محصول‌های خوراکی‌ای گفته می‌شود که معمولاً شامل اعضای درون یا سر و دست حیوان گوشتی می‌شوند مانند: کبد، شش، سیرابی، دست، سر، بیضه و… که به صورت غذاهایی خاص مانند کله‌پاچه، سیرابی شیردان، دنبلان، چغور پغور طبخ می‌شوند که در ملل مختلف به شکل‌های متفاوت استفاده می‌شوند.